# Reveal
| 전문가 평가                       | 전문가 평가 |
| 총 점수                           | 총 점수     |
| 출처                              | 점수        |
| --------------------------------- | ----------- |
| 메타크리틱                        | 76/100      |
| 평가 점수                         |             |
| 출처                              | 점수        |
| AllMusic                          | [ 5 ]       |
| The Encyclopedia of Popular Music | [ 6 ]       |
| Entertainment Weekly              | B           |
| The Guardian                      | [ 8 ]       |
| Los Angeles Times                 | [ 9 ]       |
| NME                               | 7/10        |
| Pitchfork                         | 5.0/10      |
| Q                                 | [ 12 ]      |
| Rolling Stone                     | [ 13 ]      |
| Spin                              | 7/10        |
| The Village Voice                 | B−          |

《Reveal》는 2001년 5월 14일, 워너 브라더스 레코드에서 발매된 미국의 얼터너티브 록 밴드 R.E.M.의 열두 번째 스튜디오 음반이다. 전 드러머 빌 베리의 탈퇴에 적응하고 1998년 엇갈린 반응에 《Up》을 발표한 후, R.E.M.은 오랜 협력자 팻 매카시와 공동 프로듀싱한 더 낙관적인 발매를 발표했다. 이 음반은 음악 평론가들로부터 대체로 긍정적인 평가를 받았다.
2002년 R.E.M.은 음반의 각 트랙을 다른 프로듀서와 음악 산업의 구성원들이 리믹스 하는 것을 허용했다. 그 결과 만들어진 리믹스 음반인 《r.e.m.IX》는 R.E.M.의 공식 웹사이트에서 무료 다운로드로 이용할 수 있었다. 2005년 워너 브라더스 레코드는 확장된 라이너 노트가 있는 원래의 CD 책자뿐만 아니라 CD와 DVD를 포함하는 Reveal의 확장된 2 디스크 에디션을 발행했다. 바이닐 LP 에디션은 2023년 8월에 재발매되었다.

## 배경
《Up》 (1998년)의 전자 실험 방향 이후, 올뮤직의 스티븐 토마스 얼와인은 《Reveal》을 "그들의 고전 사운드로 의식적으로 되돌아간 것"이라고 언급했지만, 《피치포크》의 맷 르메이는 《Reveal》이 "버글거리고 신경질적인 신시사이저에 대한 의존도가 높아졌다"고 언급했다. 얼와인 자신은 나중에 이 음반이 "키보드에 무겁다"고 인정한 반면, 《피치포크》의 스티븐 M. 듀스너는 "효과가 무겁다"고 말했다.
리드 싱글인 〈Imitation of Life〉는 일본에서 밴드의 첫 번째 1위 싱글일 뿐만 아니라 영국 톱 10 히트곡이 되었지만 미국 싱글 차트에서 최하위를 기록했다. 《Reveal》의 추가 싱글은 〈All the Way to Reno (You're Gonna Be a Star)〉와 〈I'll Take the Rain〉이었다. 이전 음반 《Up》의 예를 바탕으로 한 〈Beat a Drum〉, 〈Summer Turns to High〉, 그리고 〈Beachball〉은 마이크 밀스와 피터 벅 모두가 주요 팬인 비치 보이스의 음악적 고향이다.
라디오헤드의 톰 요크는 1990년대 후반 극심한 우울증을 겪고 있었고, 이로 인해 심각한 무대 공포로 이어졌다. 그 무렵 요크와 마이클 스타이프는 가까운 친구였으며, 스타이프는 요크가 감정 조절력을 잃고 있다고 느낄 때마다 "나는 여기 없어, 이런 일은 없어"라고 스스로에게 말하라고 조언했다. 이 좌우명은 결국 라디오헤드의 《Kid A》 (2000년)에서 나온 〈How to Disappear Completely〉의 후렴구가 되었다. 결국 이 노래는 스타이프가 《Reveal》의 〈Disappear〉를 작곡하도록 영감을 준 것으로 추정된다. 2019년 《NME》와의 인터뷰에서 스타이프는 공유된 영감을 깨달은 후 요크에게 전화를 걸어 자신들의 노래 뒤에 있는 컨셉을 훔쳤다고 추정되는 것에 대해 사과했지만, 라디오헤드가 〈Disappear〉에 가사를 읊는 것을 듣고 요크가 응답한 것보다 R.E.M.의 노래가 더 많다고 사과했지만, 이에 대해서만 이야기했다.
이 음반의 오프닝 트랙인 〈The Lifting〉은 R.E.M.의 1998년 음반인 《Up》에 수록된 〈Daysleeper〉의 후편이며, 같은 특성을 특징으로 한다.

## 곡 목록
모든 곡들은 피터 벅, 마이크 밀스 그리고 마이클 스타이프에 의해 작사/작곡하였다.
| #  | 제목                                             | 재생 시간 |
| -- | ------------------------------------------------ | --------- |
| 1. | 〈The Lifting〉                                  | 4:39      |
| 2. | 〈I've Been High〉                               | 3:25      |
| 3. | 〈All the Way to Reno (You're Gonna Be a Star)〉 | 4:43      |
| 4. | 〈She Just Wants to Be〉                         | 5:22      |
| 5. | 〈Disappear〉                                    | 4:11      |
| 6. | 〈Saturn Return〉                                | 4:55      |

| #   | 제목                     | 재생 시간 |
| --- | ------------------------ | --------- |
| 7.  | 〈Beat a Drum〉          | 4:21      |
| 8.  | 〈Imitation of Life〉    | 3:57      |
| 9.  | 〈Summer Turns to High〉 | 3:31      |
| 10. | 〈Chorus and the Ring〉  | 4:31      |
| 11. | 〈I'll Take the Rain〉   | 5:51      |
| 12. | 〈Beachball〉            | 4:14      |

## 인증
| 국가                                                  | 인증     | 판매량/출하량 |
| ----------------------------------------------------- | -------- | ------------- |
| 오스트레일리아 (ARIA)                                 | 골드     | 35,000^       |
| 오스트리아 (IFPI 오스트리아)                          | 골드     | 20,000*       |
| 벨기에 (BEA)                                          | 골드     | 25,000*       |
| 캐나다 (뮤직 캐나다)                                  | 골드     | 50,000^       |
| 덴마크 (IFPI Danmark)                                 | 골드     | 25,000^       |
| 독일 (BVMI)                                           | 골드     | 150,000^      |
| 이탈리아 (FIMI)                                       | 플래티넘 | 130,000       |
| 뉴질랜드 (RMNZ)                                       | 골드     | 7,500^        |
| 스페인 (PROMUSICAE)                                   | 골드     | 50,000^       |
| 스위스 (IFPI 스위스)                                  | 플래티넘 | 40,000^       |
| 영국 (BPI)                                            | 플래티넘 | 300,000^      |
| 미국 (RIAA)                                           | 골드     | 415,000       |
| 요약                                                  |          |               |
| 유럽 (IFPI)                                           | 플래티넘 | 1,000,000*    |
| *판매량을 기반으로 한 인증 ^출하량을 기반으로 한 인증 |          |               |